# Ferrazzano
Ferrazzano là một thị trấn và comune ở tỉnh Campobasso, một phần của vùng Molise (Ý). Cách Campobasso 5 km về phía nam.